# Зіткнення поїздів у Південній Кароліні
Зіткнення поїздів в Південній Кароліні (англ. South Carolina train collision) — аварія, яка трапилась 4 лютого 2018 року, внаслідок зіткнення пасажирського потягу компанії Amtrak із вантажним потягом CSX.

## Передумови
На момент зіткнення в поїзді компанії Amtrak перебували 139 пасажирів та вісім членів екіпажу.

## Аварія

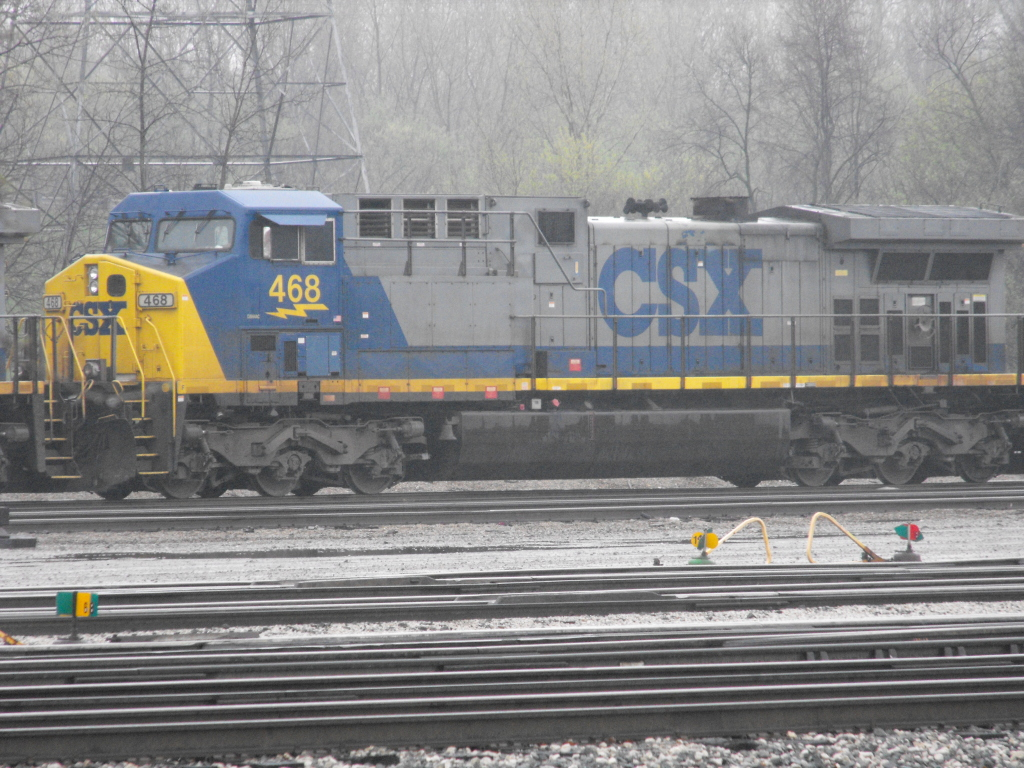
Поїзд CSX

4 лютого 2018 року о 2:35 за місцевим часом потяг компанії «Amtrak», що рухався з Нью-Йорку до Маяамі, зіткнувся із поїздом CSX, що перевозив вантажі.
Від удару локомотив і кілька пасажирських вагонів зійшли з рейок.
Аварія сталася біля міста Кейс (англ. Cayce) за межами округу Колумбія.

### Причини аварії
За попередньою версією аварія сталася внаслідок виїзду поїзду Amtrak на неправильний шлях.
За словами губернатора Південної Кароліни Генрі Макмастера, вантажний потяг стояв на коліях біля головної залізничної лінії і був порожній, а пасажирський поїзд рухався не по своїх коліях.
Також у ЗМІ існує думка про те що, стрілки на залізничній колії могли бути встановлені неправильно, через що пасажирський потяг зійшов з основної колії та зіткнувся з вантажним поїздом.

## Наслідки
Внаслідок зіткнення загинули двоє чоловіків — машиніст і кондуктор, які були в передній частині поїзда, та 116 осіб було поранено. Чоловіки, що загинули, були співробітниками компанії Amtrak.
Також, внаслідок зіткнення, на місці аварії було розлито понад 5 000 галонів дизельного палива.
Президент Сполучених Штатів Америки Дональд Трамп висловив свої співчуття у зв'язку із аварією.